# 1958 au théâtre
| Années du théâtre : 1955 - 1956 - 1957 - 1958 - 1959 - 1960 - 1961    |
| Décennies du théâtre : 1920 - 1930 - 1940 - 1950 - 1960 - 1970 - 1980 |

Cet article présente les faits marquants de l'année 1958 au théâtre.

## Événements
- 3 mai (Suisse) : Jack Rollan entreprend une tournée sous un chapiteau avec Y en a point comme nous, basée sur son Petit maltraité d'histoire suisse, une fantaisie en dix-huit épisodes, jouée par Charles Apothéloz et sa compagnie des Faux-Nez[1].
- 31 mai : le Théâtre du Jorat, à Mézières (Suisse), fête ses cinquante ans d'existence avec la création  du Buisson ardent, de Géo H. Blanc.

## Pièces de théâtre publiées
- Djuna Barnes, The Antiphon, Faber and Faber, Londres

## Pièces de théâtre représentées
- 21 février : La Brune que voilà de Robert Lamoureux, à Bruxelles
- 29 mars : Monsieur Bonhomme et les Incendiaires de Max Frisch, au Schauspielhaus de Zurich
- 14 avril : Tueur sans gages d'Eugène Ionesco, à Darmstadt (en allemand)
- Vu du pont pièce d'Arthur Miller traduite par Marcel Aymé